# Velykobahačský rajón
Velykobahačský rajón (ukrajinsky Великобагачанський район) byl rajón v Poltavské oblasti na Ukrajině. Hlavním městem byla Velyka Bahačka a rajón měl přibližně 24 tisíc obyvatel. 

## Sídla v rajónu
- Velyka Bahačka
- Hoholeve